# Conservación de documentos audiovisuales
La conservación de documentos audiovisuales se refiere a la preservación de aquellos elementos con componentes sonoros y visuales que testimonian un hecho o informan sobre él, especialmente si son del pasado, como imágenes, grabaciones, contenidos digitales, etc. Es un aspecto fundamental de la archivística. Los medios de almacenamiento comunes no son permanentes y existen pocos métodos altamente eficaces para conservar los documentos para el futuro.

## Fotografía
Tanto los negativos fotográficos en color como el positivado o las impresiones en color pueden perderlo en un período relativamente corto si no se almacenan y manipulan adecuadamente, ya que factores como la luz ambiental, el calor y la humedad pueden degradar los tintes utilizados en los procesos de color. Dado que el procesamiento del color produce una imagen menos estable que el procesamiento en blanco y negro, las imágenes de la década de 1920 tienen más probabilidades de sobrevivir a largo plazo que las películas y fotografías en color posteriores a la segunda mitad del siglo XX.[cita requerida]
Las primeras películas utilizaban una base de nitrato de celulosa, propenso a la descomposición y altamente inflamable. El nitrato fue reemplazado por bases de acetato de celulosa. Posteriormente se descubrió que liberaban ácidos (también conocido como síndrome del vinagre) y fueron reemplazadas a principios de la década de 1980 por materiales con base de poliéster, más estables. Las películas fotográficas en blanco y negro que utilizan emulsiones de haluro de plata son el único tipo de película que han demostrado su alta perdurabilidad en el tiempo.[cita requerida]
Las impresiones en color realizadas por la mayoría de las impresoras de inyección de tinta tienen una vida útil muy corta, medida en meses en lugar de años. Incluso las impresiones de laboratorios fotográficos comerciales comenzarán a desteñirse en cuestión de años si no se procesan adecuadamente y se almacenan en entornos frescos y secos.[cita requerida]

## Documentos en papel y libros
En el caso de documentos en los que el soporte no es tan importante como el contenido, la información se puede copiar mediante fotocopiadoras y escáneres de imágenes. Los libros y manuscritos también pueden tener su información guardada utilizando un escáner de libros.
Cuando es necesario preservar el medio en sí, por ejemplo si un documento es un dibujo a crayón realizado sobre papel, se puede utilizar un proceso complejo de conservación, dependiendo de la condición y del valor, pegándolo en un soporte más estable o cubrirlo con una envoltura protectora como fundas de poliéster, carpetas libres de ácido o cajas de documentos con pH regulado. 
Para la conservación de papel o libros es importante preservarlos de luces dañinas, particularmente luz luz ultravioleta, que decolora y destruye los medios con el tiempo al descomponer las moléculas; de atmósferas que contengan trazas de dióxido de azufre y ácido nítrico que vuelven amarillo el papel y descomponen las fibras; de la humedad, que en exceso puede  favorecer la descomposición por bacterias de la celulosa; de temperaturas, especialmente si son extremas. 

## Álbumes de fotos en línea
Aunque hay muchos sitios web que permiten el alojamiento de imágenes y el alojamiento de vídeos, el almacenamiento de documentos digitales a largo plazo se considera un problema, pues se desconoce la capacidad que tienen de almacenar datos durante largos períodos de tiempo (por ejemplo, 50 años) sin que se produzcan pérdidas o degradaciones.

## Medios ópticos
Los medios ópticos de una sola escritura, como los CD-R y los DVD-R, generalmente contienen un tinte orgánico que distingue la lectura de la escritura de datos en función de la transparencia del tinte a lo largo del disco. Los CD y DVD convencionales tienen una vida útil limitada debido a la degradación natural del tinte; el M-DISC utiliza tecnología de material inorgánico para producir DVD y Blu-Rays moldeados (hasta BDXL de 100 GB y 3 capas) con una vida útil declarada de 100 a 1000 años si se almacenan correctamente con la mayoría de los lectores/grabadores con clasificación BD y BDXL que habilitan el modo de mayor energía para el formato M-Disc después de 2011. Según Archivos Nacionales y Administración de Documentos (NARA) de Estados Unidos, la durabilidad de estos archivos es de 10 o 25 años o más para los CD y DVD normales. El ambiente de almacenamiento, como la temperatura y la humedad, así como las condiciones de manipulación, la frecuencia de uso de los documentos y la compatibilidad entre la grabadora y las grabaciones, afectan su vida útil. Las mejoras en el almacenamiento de los documentos y las migraciones a nuevas tecnologías de grabación pueden hacer que ciertos formatos queden obsoletos dentro de su respectiva vida útil. Para los especialistas, los servicios de transmisión por Internet como el video bajo demanda han contribuido a la disminución del 33 por ciento en las ventas de DVD en la primera década del XXI, marcando un desafío para la preservación digital futura.

## Medios magnéticos
Los medios magnéticos, como las cintas de audio y vídeo y los disquetes, también tienen una vida útil limitada.
Las cintas de audio y vídeo requieren un cuidado y manejo específicos para garantizar que la información grabada se conserve. Para la información que debe conservarse indefinidamente, es necesaria la transcripción periódica de medios antiguos a nuevos, no sólo porque los medios son inestables sino también porque la tecnología de grabación puede volverse obsoleta.
La vida útil de los documentos almacenados en soportes magnéticos es de entre 10 y 20 años. La cinta magnética puede degradarse por hidrólisis del aglutinante o por desintegración de remanencia magnética. La hidrólisis del aglutinante, también conocida como síndrome de desprendimiento pegajoso, se refiere a la descomposición del aglutinante, o pegamento, que mantiene las partículas magnéticas unidas a la base de poliéster de la cinta. Las cintas que han sido almacenadas en condiciones cálidas y húmedas son particularmente vulnerables a este fenómeno y pueden sufrir una degradación acelerada. Una adhesión excesiva puede provocar que el material magnético se caiga o se desprenda de la base, dejando un soporte transparente.
La cinta magnética también puede desestabilizarse por la desintegración de la remanencia magnética, que se refiere al debilitamiento de la magnetización de la cinta con el tiempo. Esto debilita la legibilidad de la cinta afectada, lo que genera una reducción en la claridad y el volumen del sonido o en el tono y el contraste de la imagen.[cita requerida]
Además de la degradación de los soportes de almacenaje magnético, hay que añadir la falta de disponibilidad de las máquinas encargadas de reproducir la información que, con el tiempo se vuelven anticuadas, resultando difícil encontrar piezas y recambio que aseguren su mantenimiento y correcto funcionamiento. Incluso si el documento está guardado y archivado correctamente, las propiedades mecánicas de las máquinas se pueden deteriorar hasta el punto de que pueden hacer más daño que bien a la cinta que se está reproduciendo.
En este caso, también se hace necesaria el paso de los archivos y datos de un sistema o tecnológica a otra diferente, realizando copias de seguridad de las bibliotecas, convirtiéndolas en archivos multimedia electrónicos, como archivos basados en .AIFF o .WAV a través de estaciones de trabajo de audio digital. De esa manera, incluso si el fabricante de la plataforma digital deja de operar o ya no brinda soporte para su producto, los archivos aún se pueden reproducir en cualquier computadora común.